# Palladiummünze
Palladiummünzen sind in der Numismatik Münzen, die überwiegend aus dem Edelmetall Palladium bestehen und ausschließlich als Anlagemünzen oder Sammlermünzen fungieren. Pendants sind Gold-, Silber- und Platinmünzen.

## Allgemeines
Anders als Gold- und Silbermünzen sind Palladiummünzen nicht als gesetzliches Zahlungsmittel vorgesehen. Sie dienen also nicht dem Geldumlauf, sondern der Hortung, weil ihr Metallwert höher ist als ihr Nennwert. Deshalb heißen sie auch Kurantmünzen. Die Hortung geschieht entweder in Form der Anlagemünzen als Kapitalanlage, Sammlermünzen zum Sammeln oder als Spekulationsobjekt.
Palladiummünzen haben einen Feingehalt von mindestens 999/1000 aus Palladium, das aufgrund seiner Knappheit das am seltensten verwendete Münzmetall ist. Im Jahre 1966 stellte die afrikanische Republik Sierra Leone von einer Gedenkprägung in Gold auch 100 Münzen aus Palladium her, die jedoch als Medaillen eingestuft werden. Die erste Palladiummünze stammte deshalb 1967 aus Tonga. Die mit 2 % Ruthenium legierten Münzen gab es mit einem Münznominal von ¼, ½ und 1 Hau und mit der Randschrift „geschichtlich die erste Palladiummünze“ (englisch historically the first palladium coinage).

## Anlagemünzen
Der Markt für Anlagemünzen aus Palladium ist sehr klein und durch starke Abhängigkeit vom Industriebedarf auch volatil. Bedient wird er seit 1989 unregelmäßig mit Münzen einiger weniger Länder wie Russland (Ballerina), Volksrepublik China (Panda) und Australien (Emu). Bis auf die Ballerinas wurden alle Münzen in Auflagen deutlich unterhalb von 10.000 Stück geprägt. Die Münzen werden daher in der Regel nicht in der Nähe des Metallwerts (zzgl. MwSt.) gehandelt, sondern teilweise sehr viel darüber.

## Geschichte

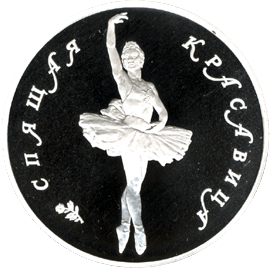
„Palladium-Ballerina“

Die erste „offizielle“ Prägung einer Palladiummünze brachte das Königreich Tonga heraus, das zur Krönung seines Königs Taufaʻahau Tupou IV. Gedenkmünzen zu ¼ Hau, ½ Hau und 1 Hau aus dem Edelmetall emittierte. Ein Jahr später erschienen ebenfalls aus Tonga Palladiummünzen mit dem Aussehen der 1967er-Ausgabe, jedoch mit einem kleinen Stempel neben dem Königsbild, der auf den 50. Geburtstag des Königs hinweist.
Erst 1987 erschienen die nächsten Palladiumprägungen der Länder Frankreich, Portugal, Isle of Man, den Bermuda-Inseln und wiederum Tonga. Aus Frankreich gibt es zudem Palladiummünzen der Jahre 1988 und 1989. Die Gedenkmünze „Freiheitsstatue“ mit der Jahreszahl 1986 wurde erst 1989 ausgegeben.
Von 1988 bis 1995 prägte Russland 25 verschiedene Palladium-Münzen als Anlagemünzen (Ballerinas) und Gedenkmünzen. Portugal fügte seinem Programm Portugiesische Entdeckungen 1987, 1989, 1991 und von 1993 bis 2000 jeweils eine Palladiummünze zu, und Australien prägte von 1995 bis 1998 den Emu als Anlagemünze.
Darüber hinaus gibt es noch Palladiumprägungen aus Samoa (1988) und der Schweiz (1989/1990).
Als 1999 der Preis für Palladium sehr stark anstieg und 2001 mit rund 1100 US$ pro Unze seinen Höhepunkt erreichte, zogen sich nach und nach alle Länder von der Prägung von Palladiummünzen zurück, und viele Münzen wurden zur Edelmetallgewinnung eingeschmolzen.
Erst 2004 wagte China mit der Herausgabe seiner Anlagemünze Panda, (neben Gold, Silber und Platin) in Palladium, einen neuen Versuch einer Palladiumprägung. Diese Münze hatte eine Auflage von 8.000 Exemplaren. Die Isle of Man und der souveräne Indianerstamm der Poarch Creek-Indianer in den USA schlossen sich 2004 mit Palladiumprägungen an.
Von 2005 bis 2007 und 2009 prägte Kanada die Anlagemünze Maple Leaf neben Gold und Silber auch aus Palladium in vergleichsweise hoher Auflage.
2009 gab die Isle of Man eine Münze zum 20. Jahrestag des Berliner Mauerfalls mit einem Gewicht von einer Unze und einer Auflage von 1000 Exemplaren heraus. Zusätzlich wurden noch 20 Münzen in doppelter Dicke (2 Unzen) geprägt. Ebenfalls 2009 emittierten die Cookinseln eine 1-Unzen-Palladium-Münze als Auftragsprägung mit dem Segelschiff „Bounty“ als Motiv.
Darüber hinaus gibt es Legierungs-Münzen, die Palladium enthalten, bzw. sogenannte Bi-, Tri- und Quadmetall-Münzen. Letztere wurde erstmals 2007 als Prägung der Britischen Jungferninseln aus Gold, Silber, Platin und Palladium emittiert.

## Reinheit und Gewicht
Palladiummünzen werden in der Regel aus reinem Palladium hergestellt. Der Feingehalt beträgt hierbei 999,0/1000. Lediglich die erste Prägung aus Tonga von 1967 hatte einen Feingehalt von 980/1000, und die französischen Prägungen von 1986 bis 1989 bestehen zu 90 % aus Palladium.
Die Maple Leaf aus Palladium hat einen Feingehalt von 999,5/1000.
Palladiummünzen gibt es in den Größen 1/5 Unze (Isle of Man, 2004), ¼ Unze, ½ Unze, 1 Unze und 2 Unzen. Eine Unze hat ein Gewicht von ca. 31,1 Gramm.